# Mauro dos Santos
Mauro Dos Santos (Santo Tomé, 7 luglio 1989) è un calciatore argentino, difensore del Colunga.

## Carriera
Cresciuto nelle file del Banfield, esordisce nella prima squadra di questa società nel 2008, prima di passare nel 2012 al Real Murcia. Nell'estate del 2014 si trasferisce all'Almería.

## Palmarès

### Club

#### Competizioni nazionali
- Campionato argentino: 1

Banfield: 2009-2010